# Humble Bundle
Humble Bundle (dawniej Humble Indie Bundle) – seria pakietów gier komputerowych, albumów muzycznych, e-booków lub filmów sprzedawane i dystrybuowane drogą internetową z możliwością wyboru ceny przez kupującego.
Początkowo dotyczyły wyłącznie gier, które były wieloplatformowe (Microsoft Windows, OS X i Linux), pozbawione zabezpieczeń DRM i wyprodukowane przez niezależnych producentów (pakiety te nadal nazywane są Humble Indie Bundle), obecnie organizowane są także pakiety z grami na system Android oraz wydanymi przez dużych wydawców, a także z albumami muzycznymi i e-bookami.
Pakiety są dostępne do nabycia w określonych ramach czasowych przez okres dwóch tygodni. Nabywcy mogą ustalić, ile chcą zapłacić za pakiet oraz rozdysponować ich pieniądze pomiędzy twórców gier, organizatorów akcji (Humble Bundle, Inc.) i organizacje charytatywne, takie jak: Child's Play, Electronic Frontier Foundation, charity: water i Amerykański Czerwony Krzyż. Ponadto po zapłaceniu więcej niż 1 USD nabywca otrzymuje także klucze do gier na platformę Steam, a po zapłaceniu więcej niż obecna średnia, nabywca zyskuje dostęp do dodatkowych gier i bonusów, np. ścieżek dźwiękowych.
Pierwszy pakiet został zorganizowany i przeprowadzony przez studio Wolfire Games w maju 2010 roku. Od drugiego pakietu ich organizowaniem i zarządzaniem zajęła się firma Humble Bundle, Inc. W marcu 2013 roku uruchomiono nowy typ akcji o nazwie Humble Weekly Sale, w którym przez tydzień na sprzedaż wystawione są gra bądź gry jednego producenta. Zasady akcji są takie same, jak w przypadku pakietów, pierwszym oferowanym tytułem był Bastion studia Supergiant Games. Wydane do lutego 2013 roku pakiety zarobiły w sumie ponad 30 milionów dolarów, w tym ponad 10 mln na cele charytatywne. Dzięki sukcesom akcji pojawiły się także inne tego typu promocje, np. Indie Royale, Indie Gala, Bundle In A Box, Groupees.